# 北松中央病院
北松中央病院（ほくしょうちゅうおうびょういん）は、長崎県佐世保市江迎町赤坂にある救急告示病院。佐世保市を設置者とした地方独立行政法人北松中央病院により運営されている公立病院。

## 沿革
北松炭田に属する中小の炭鉱が多く存在した北松（北松浦郡）地区の医療を支えるために、石炭福利協会が1949年（昭和24年）に建設。その後、産業復興公団・大蔵省の所管を経て北松浦郡江迎町（現在の佐世保市）に移管され、1950年（昭和25年）3月16日に内科・外科を診療科とし、72床の病床を有する町立の江迎高陵病院として開院した。その後増床を繰り返し、いち早く高額医療機器を導入、行政医療にも全面的に協力し、長崎県北部唯一の救急二次告示病院となった。
1970年（昭和45年）4月1日から、全国初の公設民営病院となり、北松浦郡医師会（現在の北松浦医師会）が運営していたが、平成の大合併により北松浦郡の区域が縮小（田平町が平戸市に、小佐々町・吉井町・世知原町が佐世保市に合併）することに伴って医師会員が減員することを理由として同医師会から委託解除の申し入れがあったことから、2005年（平成17年）4月1日より全国初の江迎町を設置者とした地方独立行政法人による経営に移行した。公立病院とは言え、法的に独立採算制となり、赤字に伴う自治体からの補填はない。
江迎町は2010年（平成22年）3月31日に隣接する鹿町町とともに佐世保市に編入合併したが、当院は合併協議時の合意により引き続き地方独立行政法人経営による公立病院として佐世保市に承継された。なお、佐世保市は従来から設置していた佐世保市立総合病院を2016年（平成28年）4月より病院名を佐世保市総合医療センターと改称の上で地方独立行政法人化したが、当院とは別の法人として設立運営している。職員の身分は、一般地方独立行政法人職員として、理事者も含め全職員非公務員となっている。また、第三者委員会である「評価委員会」の設置が義務付けられており、設置者である佐世保市が、有識者等のメンバーを選定している。市は同法人に指示する運営目標である中期目標案を策定し、それを基に同法人が中期計画を作成・提出、評価委員会はその計画に基づいた業務実績を評価している。

## 概要
長崎県の県北地域における中核的な医療機関の一つであり、以下の指定・認定を受けている。
- 救急告示病院
- 地域災害拠点病院
- 長崎DMAT指定病院
- 第2種感染症指定病院
- エイズ地域協力病院
- 開放型病院
- 長崎大学病院教育関連施設
- 日本循環器学会専門医研修施設
- 日本呼吸器学会関連施設
- 洋上救急協力病院

## 診療科
- 内科
- 循環器内科
- 消化器内科
- 呼吸器内科
- 腎臓内科
- 外科（非常勤・一般外来）
- 放射線科
- リハビリテーション科
- 脳神経外科（非常勤）
- 整形外科（非常勤・専門外来・一般外来）
- 糖尿病・代謝内科（非常勤）
- 内分泌内科（非常勤）
- 神経内科（非常勤）

## 設備・機器
- 血液浄化センター（50床）
- ICU（7床）
- 感染症病床（2床）
- 開放型病床（5床）
- CT（320列マルチディテクター）
- MRI（1.5テスラ）
- ER（救急救命室）
- 心血管造影室
- 生理検査室（超音波、エコー、心電図、トレッドミル、眼底検査等）
- 内視鏡室（胃カメラ、大腸カメラ、気管支カメラ）
- 地域包括ケア病床（15床）
- 電子カルテシステム
- 給食温冷配膳車

## 院内施設
- 売店（委託）
- 外来食堂（待合室）
- 図書室
- 地域医療連携室
- 栄養指導室
- 調理実習室
- 医療福祉苦情相談室
- リハビリテーションセンター（理学療法室・作業療法室）
- 心臓リハビリテーションセンター
- 院内薬局

## 併設・その他
- 訪問看護ステーション「たんぽぽ」
- 指定居宅介護支援事業所
- 保育施設（隣接地）
- 医師官舎
- 看護職員官舎
- 職員集合官舎
- 研修会館（メインホール・サブホール・調理実習室・カルテ保管庫・災害医療派遣備品庫・新型コロナウイルス感染症対策関連備品庫）
- 救急ヘリポート（隣接地）
- 病院救急車（DMAT車兼用）

## アクセス
- 国道204号沿い。
- 松浦鉄道西九州線「高岩駅」から東へ約300m。
- 西肥バス「北松中央病院前」バス停下車。
- 西九州自動車道「佐々インターチェンジ」より県道227号線を北へ約8km。